# Hieracium interveniens
Hieracium interveniens es una especie de planta con flor del género Hieracium, de la familia Asteraceae, orden Asterales.

## Distribución
Hieracium interveniens se distribuye por Suecia.

## Taxonomía
Fue descrita científicamente por (Dahlst.) Dahlst.
Tratamiento taxonómico
La especie aparece registrada y publicada en Exsicc. (Herb. Hierac. Scand.).